# مبادرة موسكوكا
تقوم مبادرة موسكوكا للأُمهات وحديثي الولادة وصحة الطفل بتمويل المبادرات التي يتم الإعلان عنها في قمة G8 السادس والثلاثين . والتي تُلزم الدول الأعضاء بإنفاق مبلغ 5 مليارات دولار جماعياً بين عامي 2010 2015، وذلك لتسريع التقدم نحو تحقيق الهدفين التنمويين للألفية الرابعة والخامسة. وهى الحد من معدل وفيات الأُمهات والرُضع والأطفال في البلدان النامية.
وتم عقد قمة ثانية حول صحة الأُم والرُضع والأطفال في مدينة تورنتو في الفترة من 28-30 مايو 2014 في متابعة لقمة G8 السادسة والثلاثين.